# Beam me up, Scotty
"Beam me up, Scotty"는 SF TV 시리즈 《스타 트렉》의 첫 번째 작품인 《스타 트렉: 디 오리지널 시리즈》에서 태어난 말이다. 작품 안에서, 우주선 엔터프라이즈 호의 함장인 주인공 제임스 T. 커크가 어딘가 다른 장소에서 엔터프라이즈 호에 전송 귀환할 때, 기관장인 몽고메리 스콧에게 하는 명령이다. 스콧을 연기한 배우 제임스 두언은 나중에 자서전의 제목으로 이 문구를 사용하였다.